# Pseudarmadillo maiteae
Pseudarmadillo maiteae là một loài chân đều trong họ Delatorreidae. Loài này được Juarreo de Varona miêu tả khoa học năm 2002.